# Erick Rowan
Joseph Rudd (ur. 28 listopada 1981 w Minneapolis w Minnesocie) – amerykański wrestler występujący w federacji WWE pod pseudonimem ringowym Erick Rowan. Jest byłym posiadaczem tytułu NXT Tag Team Championship (z Lukiem Harperem) i WWE SmackDown Tag Team Championship wraz z Danielem Bryanem.

## Wczesne życie
Rudd urodził się w Minneapolis w Minnesocie, lecz dorastał w mieście Montrose. Jego korzenie rodzinne są norweskie, rodzina wyemigrowała z Nannestadu. Rudd trenował grę na gitarze oraz uczęszczał do University of Minnesota Morris, w którym grał w futbol amerykański

## Kariera profesjonalnego wrestlera

### Wczesna kariera (2003–2011)
Rudd rozpoczął swoją wrestlingową karierę będąc trenowanym przez Eddiego Sharkeya w 2003. Używał pseudonimu ringowego Thoruf Marius i występował w różnych federacjach niezależnych w Ameryce do 2007. Został zaproszony do dojo prowadzonego przez promocję Pro Wrestling Noah (NOAH) w Japonii, gdzie żył, trenował i występował na galach. W 2008 powrócił do Stanów Zjednoczonych i występował w federacji F1rst, gdzie rywalizował między innymi z Brodym Hooferem.

### World Wrestling Entertainment/WWE

#### Florida Championship Wrestling (2011–2012)
W lutym 2011, Rudd podpisał kontrakt rozwojowy z World Wrestling Entertainment (WWE) i został przydzielony do federacji rozwojowej Florida Championship Wrestling (FCW), w której występował pod pseudonimem Erick Rowan. Zadebiutował na tygodniówce FCW TV w sierpniu wygrywając z Kennethem Cameronem, towarzyszyli mu Byron Saxton i James Bronson. Rowan występował w singles i tag team matchach, jednakże nie walczył o jakiekolwiek tytuły FCW i nie brał udziału w ważniejszych rywalizacjach.

#### The Wyatt Family (2012–2014)

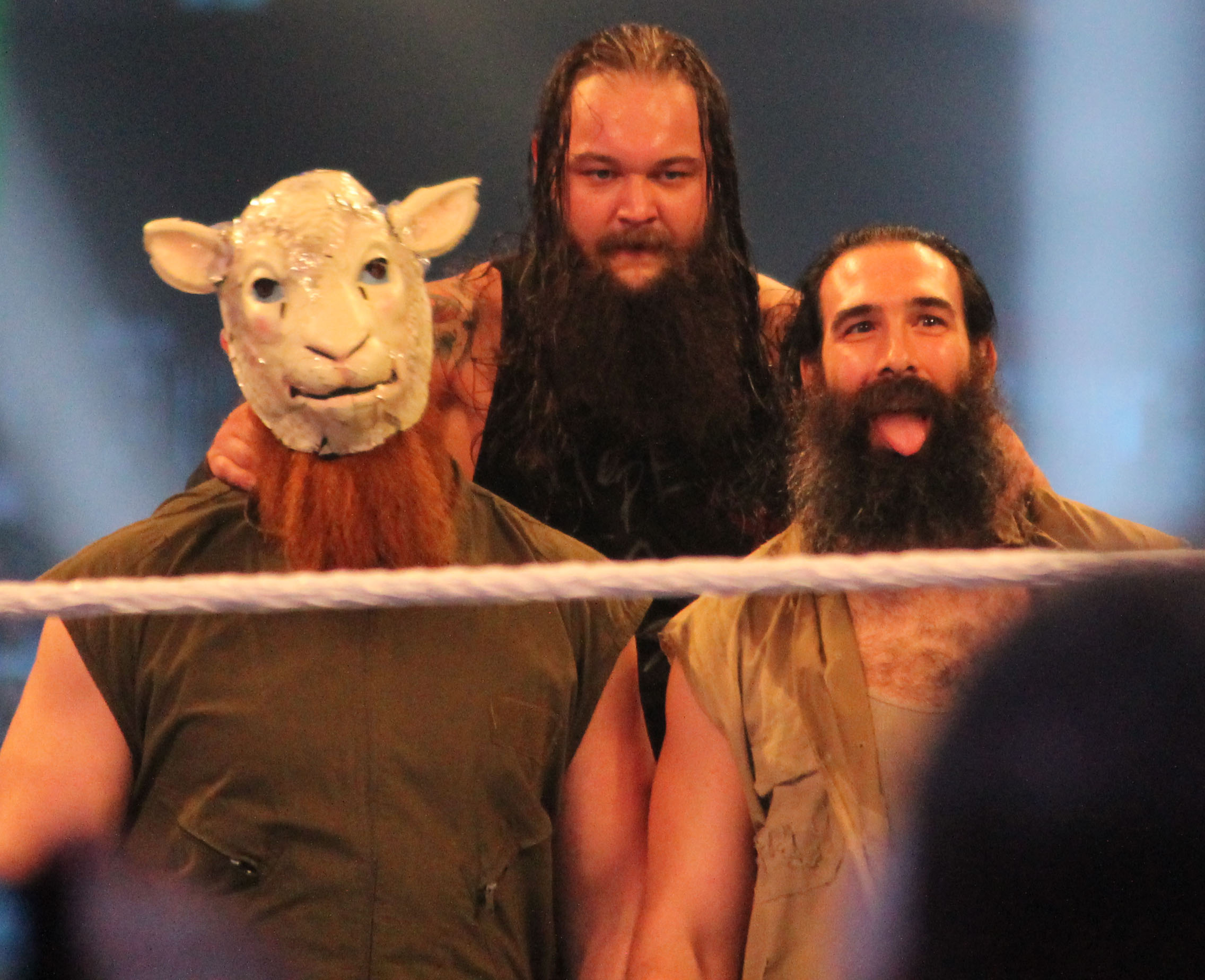
The Wyatt Family – Erick Rowan (po lewej), Bray Wyatt (pośrodku) i Luke Harper (po prawej)

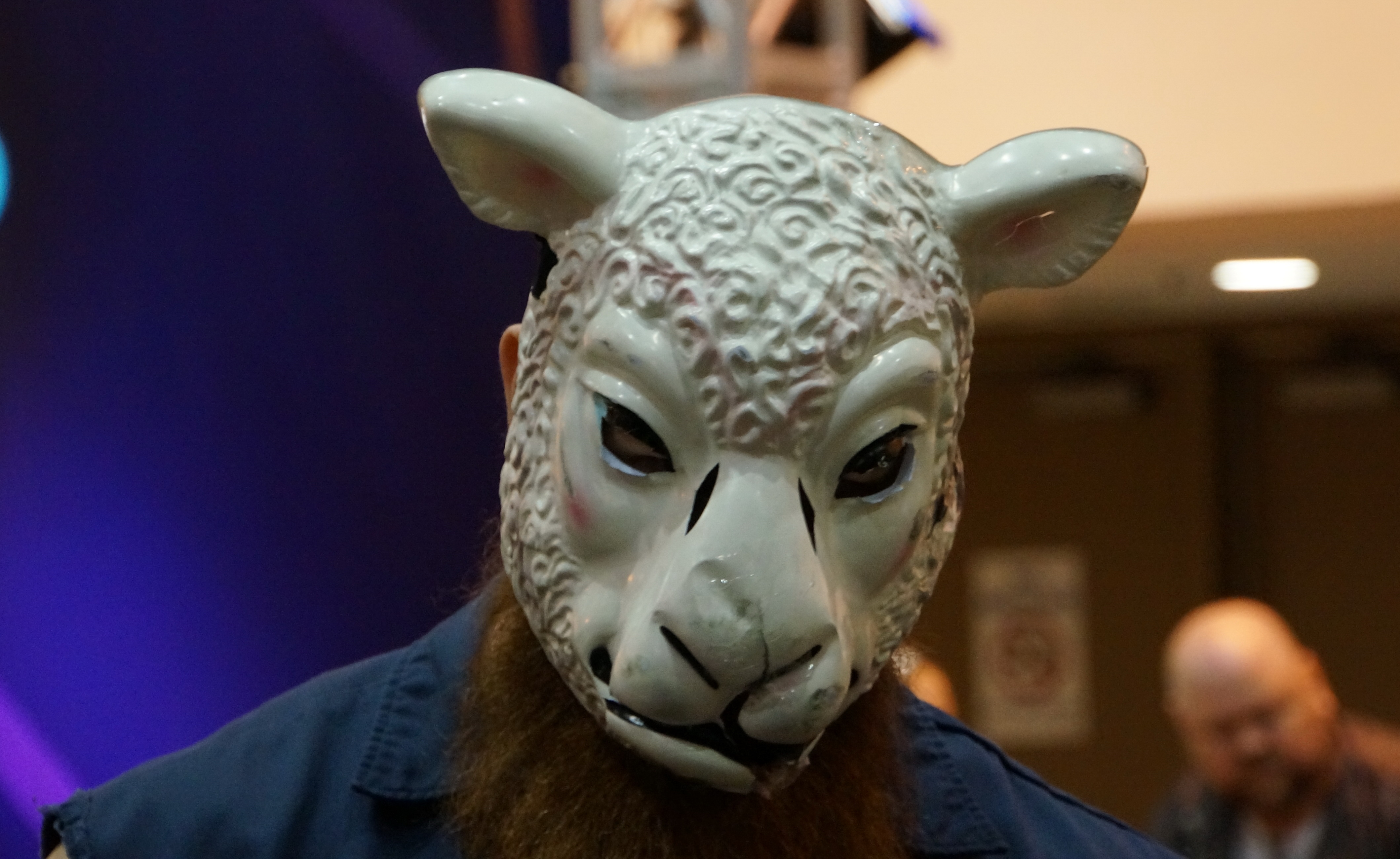
Rowan noszący charakterystyczną maskę owcy

Po tym jak FCW zostało zamknięte i wrestlerzy zostali przeniesieni do NXT, Rowan zadebiutował 12 grudnia 2012 na odcinku NXT jako zwolennik Braya Wyatta, który przedstawił Rowana jako „drugiego syna”. Jako członek grupy The Wyatt Family, Rowan uformował tag-team z Lukiem Harperem, gdzie wspólnie pokonali Percy’ego Watsona i Yoshiego Tatsu 9 stycznia 2013 na odcinku NXT. 23 stycznia ponownie pokonali wrestlerów w pierwszej rundzie turnieju o NXT Tag Team Championship. Po wygranej z Bo Dallasem i Michaelem McGillicuttym w półfinale, Harper i Rowan zostali pokonani w finale przez Adriana Neville’a i Olivera Greya. 8 maja na odcinku NXT (nagranym 2 maja), Harper i Rowan pokonali Neville’a i Bo Dallasa (zastępował kontuzjowanego Greya) i zdobyli NXT Tag Team Championship, który był pierwszym tytułem w dorobku Rowana. 5 czerwca obronili tytuły w walce z Coreyem Gravesem i Kassiusem Ohno, lecz 17 lipca na odcinku NXT (nagranym 20 czerwca) stracili pasy na rzecz Neville’a i Gravesa.
Od odcinka Raw z 27 maja, WWE zaczęło wypuszczać winietki promujące nadchodzący debiut The Wyatt Family w głównym rosterze. Zadebiutowali 8 lipca na gali Raw, gdzie zaatakowali Kane’a. Rowan zadebiutował w ringu 26 lipca na odcinku tygodniówki SmackDown, gdzie on i Harper pokonali Tons of Funk (Brodusa Claya i Tensaia). Przez następne miesiące, Rowan i Harper wygrywali wszystkie walki z zespołami, do czasu gdy pokonali ich Cody Rhodes i Goldust na odcinku SmackDown z 11 października. Na początku 2014, Rowan wziął udział w rywalizacji Wyatt Family z grupą The Shield, a także był u boku Wyatta w feudzie z Johnem Ceną. W lipcu, Harper i Rowan rozpoczęli rywalizację z The Usos o WWE Tag Team Championship i przegrali z nimi na galach Money in the Bank i Battleground.

#### Kariera singlowa (2014–2015)
Począwszy od 29 września zaczęto ukazywać filmy promujące Wyatta, który „wypuścił Harpera i Rowana” (wszyscy zaczęli singlowe kariery). 17 listopada na odcinku Raw, Rowan stał się protagonistą i rozpoczął rywalizację z grupą The Authority. Intercontinental Champion Luke Harper dołączył do drużyny Authority, zaś Rowan do drużyny Johna Ceny na galę Survivor Series, jednakże podczas pojedynku został wyeliminowany przez Harpera. Następnym rywalem Rowana był Big Show, który podczas Survivor Series sprzymierzył się z Authority. Na gali TLC: Tables, Ladders & Chairs, Rowan przegrał walkę z Big Showem w stairs matchu.
5 stycznia 2015 na odcinku tygodniówki Raw, Rowan, Ryback i Dolph Ziggler zostali zwolnieni (według scenariusza) przez Authority. Dwa tygodnie później odzyskali pracę, kiedy to Cena wygrał 3-on-1 handicap match z Sethem Rollinsem, Big Showem i Kanem. 22 stycznia na SmackDown przegrał z Harperem w walce kwalifikującej do 2015 Royal Rumble matchu. Pomimo tego pojawił się w Royal Rumble matchu i zaatakował szóstego uczestnika Curtisa Axela, po czym wkroczył do ringu i walczył z Wyattem i Harperem. Na lutowej gali Fastlane, Rowan, Ziggler i Ryback przegrali z Rollinsem, Big Showem i Kanem. Rowan wziął udział w drugim corocznym André the Giant Memorial Battle Royalu, jednakże został wyeliminowany przez Big Showa.

#### Powrót The Wyatt Family (od 2015)

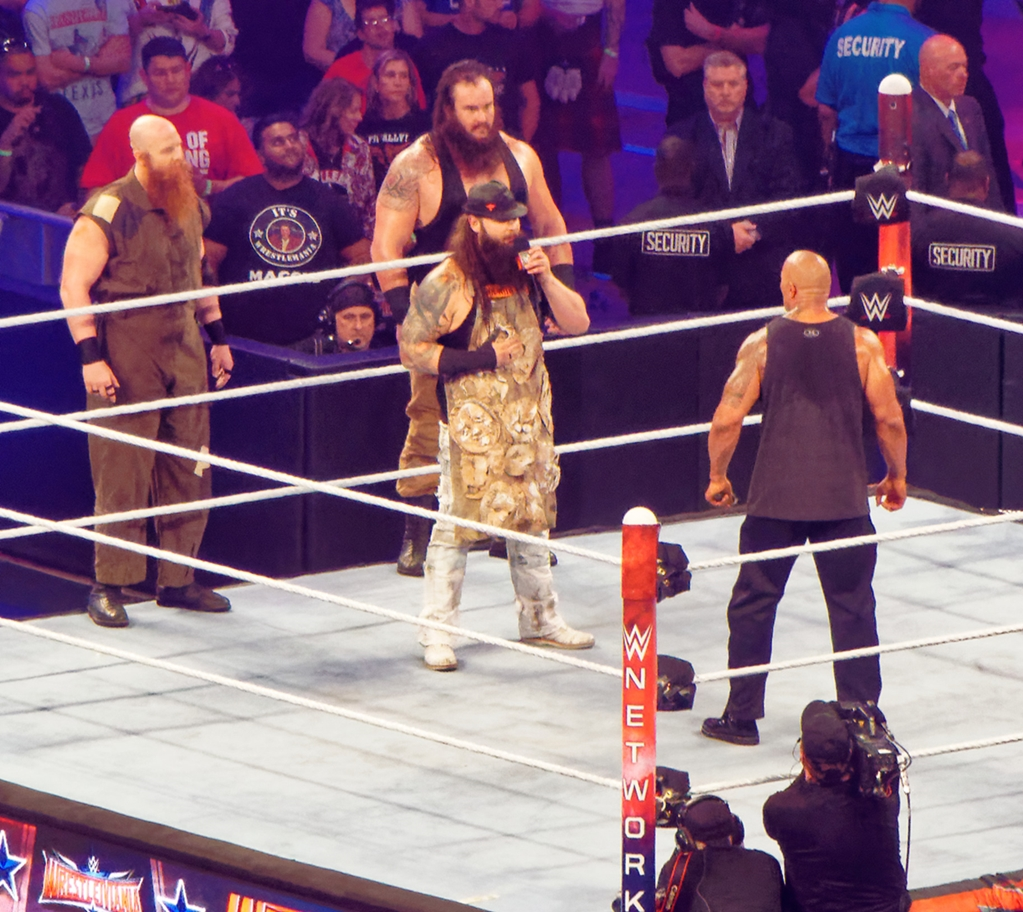
The Wyatt Family konfrontujące się z The Rockiem na WrestleManii 32.

W maju, Rowan ponowił współpracę z Lukiem Harperem po ataku na przeciwnika Harpera, Fandango, wskutek czego znowu stał się antagonistą. Mimo tego pod koniec czerwca odniósł kontuzję, która wykluczyła go z występów do października.
Rowan powrócił 19 października na Raw i stał się częścią przywróconego The Wyatt Family, gdzie nowym członkiem był Braun Strowman. Rowan był częścią rywalizacji Wyatt Family z The Brothers of Destruction (The Undertakerem i Kanem), gdzie Wyatt wyniósł 'Takera na zaplecze po walce wieczoru gali Hell in a Cell. Na gali TLC: Tables, Ladders & Chairs, Wyatt Family pokonało Team ECW w ośmioosobowym tag team elimination tables matchu, gdzie Rowan był jedynym wyeliminowanym członkiem drużyny. Rowan wziął udział w Royal Rumble matchu i został wyeliminowany przez Brocka Lesnara. 3 kwietnia na WrestleManii 32 zawalczył z The Rockiem, którego Wyatt Family sprowokowało do walki z jednym z członków frakcji; Rowan przegrał w 6 sekund. 4 kwietnia na Raw, Wyatt Family zaatakowało The League of Nations rozpoczynając rywalizację z nimi, lecz 13 kwietnia podczas house show we Włoszech, Wyatt odniósł kontuzję prawej łydki wyłączającej go z akcji na kilka tygodni. Harper również odniósł kontuzję, wskutek czego porzucono rywalizację. Wyatt Family (bez Harpera) powróciło 20 czerwca na Raw i rozpoczęło rywalizację z posiadaczami WWE Tag Team Championship The New Day, których pokonali na gali Battleground.
Wskutek powrotu podziału WWE na brandy odbył się draft, w którym Rowan i Bray Wyatt zostali przeniesieni na SmackDown, zaś Braun Strowman pozostał na Raw. 2 sierpnia na odcinku SmackDown, Rowan kontynuował współpracę z Wyattem poprzez atak na jego przeciwnika, Dolpha Zigglera. W październiku 2016, Rowan przeszedł operację naprawienia rozdartego pierścienia rotatorów, co uniemożliwi mu występy w telewizji przez cztery do sześciu miesięcy. Podczas jego nieobecności, do Wyatt Family powrócił Luke Harper oraz po gali No Mercy dołączył Randy Orton, z którym Wyatt zdobył tytuły WWE SmackDown Tag Team Championship.

#### The Bludgeon Brothers (2017–2018)
10 października na epizodzie WWE SmackDown Rowan powrócił do WWE TV ponownie łącząc siły z Lukiem Harperem. Tym razem z nowym gimmckiem jako „Bludgeon Brothers” i Rowan usunął „Erick” ze swojego pseudonimu, podobnie jak Harper. Swój ringowy debiut zaliczyli 21 Listopada przeciwko The Hype Bros (Mojo Rawley i Zack Ryder). Ich pierwszy feud mieli przeciwko Breezango. Po kilku tygodniach swojej domniacji dostali walkę o SmackDown Tag Team Championship przeciwko The Usos (Jey i Jimmy Uso) i The New Day (Big E, Xavier Woods i Kofi Kingston). Walkę wygrali stając się nowymi mistrzami. Swoje pasy obronili na Greatest Royal Rumble przeciwko The Usos, The Club (Luke Gallows i Karl Anderson) na Money in the Bank 2018,Team Hell No (Daniel Bryan i Kane) na Extreme Rules. Ostatnią obroną pasów była ta przeciwko The New Day na SummerSlam. Na 1 WWE SmackDown po gali SummerSlam 2018 stracili pasy na rzecz The New Day. Główną przyczyną tego posunięcia była kontuzja Rowana, która eliminuje go z akcji na ok: 6-7 miesięcy.
- Finishery
- Iron Claw Slam (Od 2019)
  - Backbreaker rack[64] – 2014
  - Full nelson slam[65][66] – od 2014
  - Greetings From the North (Chokeslam)[67] – 2011–2012
  - Running splash, czasem wykonywany z górnej liny[25] – 2013–2014; od 2014 używany jako zwykły ruch
  - Waist-lift sitout side slam[68][69] – 2014–2015; od 2015 używany jako zwykły ruch
- Inne ruchy
  - Bearhug[70][71]
  - Big boot[72]
  - Clawhold[73][74], czasem przeistaczany w one-handed biel throw[70][74]
  - Fallaway slam[71][75][76]
  - Wiele forearm clubów w przeciwnika umieszczonego w narożniku[71][74]
  - Overhead gutwrench backbreaker rack[77]
  - Pumphandle backbreaker[67]
  - Scoop slam[77]
  - Spin kick[78]
- Z Lukiem Harperem
  - Drużynowe finishery
    - Body avalanche (Rowan) i discus clothesline (Harper)[79][80]
    - Discus clothesline (Harper) i running splash (Rowan)[81][82]
    - Superkick (Harper) i full nelson slam (Rowan)[83]
    - The Way (Flapjack (Rowan) i cutter (Harper))[84] – 2015
    - Double chokeslam[85][86] – 2015–2016
- Menedżerowie
  - Bray Wyatt[87]
- Przydomki
  - „Big Red”[2][88][89]
  - „The New Face of Vengeance"
  - „The White Sheep”[90]
- Motywy muzyczne
  - Jako Thoruf Marius
    - „Demon Speeding” ~ Rob Zombie i Howard Stern[91] (MIW)

  - Jako Erick Rowan
    - „Live In Fear” ~ Mark Crozer[92] (październik 2012 – wrzesień 2014; 19 października 2015 – 16 sierpnia 2016; używany jako część grupy The Wyatt Family)
    - „Swamp Gas” ~ Jim Johnston[93] (29 czerwca 2014 – 21 listopada 2014; 19 października 2015 – 19 lipca 2016; używany podczas współpracy z Lukiem Harperem)
    - „Sheepherder” ~ Jim Johnston[94] (od 23 listopada 2014)

## Mistrzostwa i osiągnięcia
- Pro Wrestling Illustrated
  - PWI umieściło go na 57. miejscu top 500 wrestlerów rankingu PWI 500 w 2014[95]
- Wrestling Observer Newsletter
  - Najlepszy Gimmick (2013) The Wyatt Family[96]
- WWE
  - Slammy Award (1 raz)
    - Match of the Year (2014) – Team Cena vs. Team Authority na gali Survivor Series

  - WWE SmackDown Tag Team Championship (1 raz) – z Harperem
- WWE NXT
  - WWE NXT Tag Team Championship (1 raz) – z Lukiem Harperem